# Sagaponack
Sagaponack és una població dels Estats Units a l'estat de Nova York. Segons el cens del 2000 tenia 582 habitants.

## Demografia
Segons el cens del 2000, Sagaponack tenia 582 habitants, 249 habitatges, i 162 famílies. La densitat de població era de 36,1 habitants per km².
Dels 249 habitatges en un 24,9% hi vivien nens de menys de 18 anys, en un 55% hi vivien parelles casades, en un 6,8% dones solteres, i en un 34,9% no eren unitats familiars. En el 27,7% dels habitatges hi vivien persones soles el 8,4% de les quals corresponia a persones de 65 anys o més que vivien soles. El nombre mitjà de persones vivint en cada habitatge era de 2,34 i el nombre mitjà de persones que vivien en cada família era de 2,86.
Per edats la població es repartia de la següent manera: un 19,4% tenia menys de 18 anys, un 4% entre 18 i 24, un 24,6% entre 25 i 44, un 33,8% de 45 a 60 i un 18,2% 65 anys o més.
L'edat mediana era de 46 anys. Per cada 100 dones de 18 o més anys hi havia 101,3 homes.
La renda mediana per habitatge era de 54.048 $ i la renda mediana per família de 78.707 $. Els homes tenien una renda mediana de 43.750 $ mentre que les dones 27.321 $. La renda per capita de la població era de 44.474 $. Entorn de l'1,9% de les famílies i l'1,3% de la població estaven per davall del llindar de pobresa.